# Trihanggo
Trihanggo is een bestuurslaag in het regentschap Sleman van de provincie Jogjakarta, Indonesië. Trihanggo telt 17.856 inwoners (volkstelling 2010).